# Metelin (powiat Hrubieszowski)
Metelin is een plaats in het Poolse district  Hrubieszowski, woiwodschap Lublin. De plaats maakt deel uit van de gemeente Hrubieszów en telt 260 inwoners.